# 领主广场 (帕多瓦)

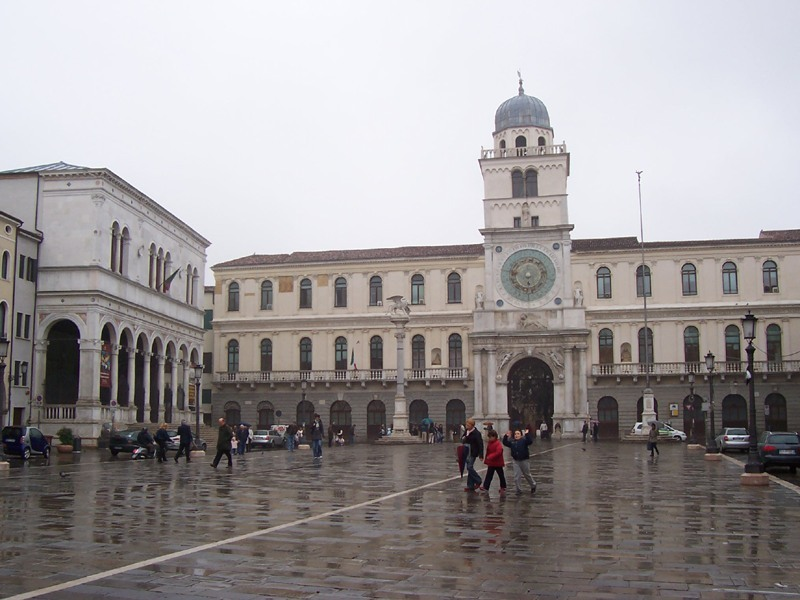
领主广场

领主广场（Piazza dei Signori）是意大利帕多瓦历史中心的一个广场。长方形，周围环绕着建于不同时期的房屋，但拱廊建于14和15世纪，部分仍保留中世纪和文艺复兴时期的装饰。
与更为商业化也更大的百草广场和水果广场不同，领主广场数百年来用作该市民间庆祝活动和比赛的场地。
主宰这个广场的，是西端的钟楼，两侧对称的矫饰风格建筑建于16世纪和17世纪。

## 历史
广场开辟于14世纪领主卡拉拉拆迁老城区，重新设计城市的结果。广场得名于卡拉拉。
十四世纪卡拉拉和维斯康蒂之间的战争破坏了广场和建筑，被称为“荒凉的时期。在14世纪，威尼斯人修复广场。广场成为比赛、求爱、游乐、音乐会和音乐节的场地。在忏悔星期二举行公牛捕猎。7月17日举行庆祝纪念在1509年收复帕多瓦的活动。1848年5月9日，改名为庇护九世广场，作为反奥运动的一部分。1870年更名为意大利统一广场，在法西斯时代又恢复原名。
45°24′28″N 11°52′25″E / 45.407677°N 11.873476°E